# Râul Ropotamo
Ropotamo (în bulgară Ропотамо, din cuvântul grecesc antic Ροπόταμος ropotamos care înseamnă „râu de hotar”) este un râu din sud-estul Bulgariei. Izvorăște de pe creasta Bosna⁠(d) din Munții Strandja, și curge pe o distanță de 48,5 km, vărsându-se în Marea Neagră lângă Capul Sfântul Dimitrie între Diuni și Primorsko.
Râul este cel mai adesea remarcat pentru gura de vărsare, cu o lățime de 30 m, și care găzduiește o abundență de floră, dintre care peste 100 de specii sunt pe cale de dispariție în țară. Secțiunea inferioară a râului este zonă protejată din 1940, și face parte din rezervația Ropotamo. Această zonă este o atracție turistică populară datorită nuferilor și formațiunilor stâncoase ce străjuiesc valea râului, și unde cuibăresc codalbi.
Ghețarul Ropotamo⁠(d) de pe Insula Livingston⁠(d) din Insulele Shetland de Sud⁠(d), Antarctica poartă numele râului Ropotamo.

## Geografie
Ropotamo izvorăște sub numele de râul Țerovska, de pe creasta Bosna⁠(d) din Munții Strandja, la aproximativ 500 m sud-vest de vârful Bosna (454 m), la o altitudine de 400 m. Până în satul Novo Panicearevo, curge în direcția nord-est, printr-o vale împădurită, adâncă și îngustă. Mai în aval de sat, părăsește munții și cotește spre est într-o vale largă. Ropotamo formează apoi un defileu îngust între crestele Medni Rid și Uzun Bair și intră într-o largă vale mlăștinoasă aproape de vărsare. Se varsă în Marea Neagră într-un mic golf omonim, la vest de Capul Sfântul Dimitrie. În apropierea gurii de vărsare, există un liman lung și lat, separat de mare de un cordon litoral, cu o mică deschidere, navigabilă pentru ambarcațiuni mici.
Bazinul hidrografic al râului Ropotamo se întinde pe un teritoriu de 249 km². Se învecinează cu bazinele râurilor Izvorska, care se varsă în lacul Mandrensko la nord-vest, Veleka la sud-vest și Deavolska reka⁠(d) la sud și sud-est. Râul este predominant alimentat de ape pluviale, cu cote mai ridicate iarna (ianuarie-februarie) și mai scăzute toamna (începând cu luna august). Debitul mediu anual este de 1,31 m/s în satul Veselie.

## Ecologie
Cea mai mare parte a văii râului este acoperită de păduri riverane⁠(d) dese de stejar, frasin, ulm, carpen⁠(d) etc. Cursul inferior găzduiește populații abundente de nuferi europeni albi (Nymphaea alba) și o serie de specii rare de plante și animale. Pentru a proteja aceste ecosisteme în 1940, autoritățile au înființat Rezervația Ropotamo, care a fost desemnată sit Ramsar⁠(d) în 1975 ca parte a Complexului Ropotamo, care include și mlaștinile Alepu, Arkutino și câteva zone protejate mai mici. În cursul inferior există formațiuni stâncoase, cum ar fi Capul de Leu, peșterile mici și cea mai înaltă dună din Balcani.
Cele mai importante specii de mamifere sunt cerbul comun, cerbul lopătar⁠(d), căprioara, mistrețul, lupul cenușiu, vulpea roșie și șacalul auriu. Cele mai mari păsări de pradă sunt codalbii, cu anvergura aripilor de peste doi metri, și buha. Râul este situat pe ruta de migrație a păsărilor Via Pontica. Există aproximativ 50 de specii de pești, cum ar fi anghila europeană, gobiul rotund, gobiul pitic caucazian, precum și populațiile abundente de broască țestoasă europeană de baltă.